# Georg Christoph Rösch
Georg Christoph Rösch (* 19. März 1577 in Dillingen; † 30. November 1634) war ein deutscher Bischof und Weihbischof in Eichstätt.
1602 wurde Rösch zum Priester für das Bistum Augsburg geweiht. Am 16. Juli 1612 wurde er zum Weihbischof in Eichstätt und Titularbischof von Philadelphia in Lydia ernannt. Am 12. Oktober 1612 weihte ihn Johann Konrad von Gemmingen, Bischof von Eichstätt zum Bischof.